# 三泉鼓楼
三泉鼓楼，位于山西省运城市新绛县三泉镇三泉村南。是一处新绛县文物保护单位。

## 建筑
三泉鼓楼建于明代，正方形平面，面积36平方米，单檐歇山顶。

## 保护
1995年12月，三泉鼓楼公布为新绛县文物保护单位。